# Línea 32 (S-Trein Amberes)
La línea 32 de S-Trein Antwerpen es una línea que une la estación de Roosendaal, en el Brabante Septentrional, con la de Puurs, en la provincia de Amberes, pasando por Amberes. Es la línea más larga de la red y la única transfronteriza.

## Historia
Tras la implementación de la red S-Trein Bruselas, SNCB comenzó a trabajar en la extensión del sistema a otras ciudades belgas, entre las cuales se encuentra Amberes. Por ello, el 3 de septiembre de 2018, se inauguró la red, con 4 líneas iniciales. Entre ellas, se encuentra la línea .

## Correspondencias
- entre Antwerpen-Noorderdokken y Antwerpen-Zuid
- en Antwerpen-Centraal y Antwerpen-Berchem
- entre Antwerpen-Centraal y Antwerpen-Berchem
- entre Antwerpen-Centraal y Antwerpen-Zuid

## Estaciones
|  |   |  | Estación                | Municipio       | Correspondencia                                   |
|  | - |  | ----------------------- | --------------- | ------------------------------------------------- |
|  | ■ |  | Roosendaal              | Roosendaal      |                                                   |
|  | ■ |  | Essen                   | Essen           | 444 447 448 673 674 676 679                       |
|  | ■ |  | Wildert                 | Essen           | 441 679                                           |
|  | ■ |  | Kalmthout               | Kalmthout       | 670 676                                           |
|  | ■ |  | Kijkuit                 | Kalmthout       |                                                   |
|  | ■ |  | Heide                   | Kalmthout       | 671 673 675                                       |
|  | ■ |  | Kapellen                | Kapellen        |                                                   |
|  | ■ |  | Sint-Mariaburg          | Amberes         |                                                   |
|  | ■ |  | Ekeren                  | Amberes         | 730                                               |
|  | ■ |  | Antwerpen—Noorderdokken | Amberes         | 760 761                                           |
|  | ■ |  | Antwerpen—Luchtbal      | Amberes         | 600 601 602 610 620 621 640 641                   |
|  | ■ |  | Antwerpen—Centraal      | Amberes         | 17 20 21 23 32 68 191 410 415 416 417 418 427 429 |
|  | ■ |  | Antwerpen—Berchem       | Amberes         | 20 21 30 32 38 51 52 53 90 91 92 298 420 421 422  |
|  | ■ |  | Antwerpen—Zuid          | Amberes         | 13 14 180 181 182 183 290 295 298 500             |
|  | ■ |  | Hoboken-Polder          | Amberes         | 13 140 141                                        |
|  | ■ |  | Hemiksem                | Hemiksem        | 14 298                                            |
|  | ■ |  | Schelle                 | Schelle         | 183 294                                           |
|  | ■ |  | Niel                    | Niel            | 295 298                                           |
|  | ■ |  | Boom                    | Boom            | 132 182 257 295 298                               |
|  | ■ |  | Ruisbroek-Sauvegarde    | Puurs-St-Amands | 252 253 254 257                                   |
|  | ■ |  | Puurs                   | Puurs-St-Amands | 250 252 253 254 260                               |

## Explotación de la línea

### Frecuencias
| Estaciones | Lunes a viernes | Sábados, domingos y festivos |
| ---------- | --------------- | ---------------------------- |
| Roosendaal | 60 min          | 60 min                       |
| Essen      | 60 min          | 60 min                       |
| 30 min     |                 | 60 min                       |
| Antwerpen  |                 | 60 min                       |
| Schelle    |                 | 60 min                       |
| Puurs      |                 | 60 min                       |

### Horarios
| Estaciones | Tiempo | Tiempo | Tiempo |
| ---------- | ------ | ------ | ------ |
| Roosendaal | 0:07   | 0:54   | 1:24   |
| Essen      | 0:07   | 0:54   | 1:24   |
| 0:47       |        | 0:54   | 1:24   |
| Antwerpen  |        | 0:54   | 1:24   |
| 0:21       | 0:30   |        | 1:24   |
| 0:21       | 0:30   | Bloom  | 1:24   |
| 0:09       | 0:30   |        | 1:24   |
| Puurs      | 0:30   |        | 1:24   |

## Futuro
Por el momento no se prevén modificaciones en el servicio a futuro.